# Вертехово
Вертехово — деревня в Угранском районе Смоленской области России. С 01.01.2018 года входит в состав Всходского сельского поселения. Население — 5 человек (2024 год).Постоянно проживают 2 человека. Летом приезжают  дачники. 
Расположена в юго-восточной части области в 8 км к югу от Угры, в 10 км восточнее автодороги Знаменка-Спас-Деменск, на берегу реки Вербиловка. В 100 метрах севернее деревни находится железнодорожная станция Вертехово на линии Торжок-Брянск. 

## История
В годы Великой Отечественной войны деревня была оккупирована гитлеровскими войсками в октябре 1941 года, освобождена в марте 1943 года.